# Ortogonalt komplement
Ett ortogonalt komplement är i linjär algebra och funktionalanalys ett underrum {\displaystyle U^{\bot }} i ett inre produktrum {\displaystyle V} som består av alla de element som är ortogonala mot alla elementen i ett givet underrum {\displaystyle U}:
{\displaystyle W^{\bot }=\{x\in V:\langle x,y\rangle =0:\forall y\in W\}.}

## Ändlig dimension
I ett ändligtdimensionellt inre produktrum av dimension n är det ortogonala komplementet till ett k-dimensionellt underrum ett underrum av dimension {\displaystyle n-k}. Det ortogonala komplementet av det ortogonala komplementet är det ursprungliga rummet:
{\displaystyle U^{\bot \bot }=U}
För en m × n-matris, så har kolonnrummet, {\displaystyle K(A)}, nollrummet, {\displaystyle N(A)}, och radrummet , {\displaystyle R(A)}, följande egenskaper:
{\displaystyle (R(A))^{\bot }=N(A)}
{\displaystyle (K(A))^{\bot }=N(A^{T})}

## Egenskaper
Det ortogonala komplementet är alltid en sluten mängd i den metriska topologin, för ändligtdimensionella inre produktrum är detta en enkel följd av att alla underrum är slutna. I oändlighetsdimensionella Hilbertrum finns det underrum som inte är slutna, men deras ortogonala komplement är slutna. Det är ortogonala komplementet till det ortogonala komplenetet av W blir då det slutna höljet av W:
{\displaystyle W^{\bot \bot }={\overline {W}}}